# Bamme (Nennhausen)
Bamme ist ein Ortsteil der Gemeinde Nennhausen im brandenburgischen Landkreis Havelland.

## Lage
Der Ortsteil Bamme liegt rund fünf Kilometer südwestlich von Nennhausen und sechs Kilometer südöstlich von Rathenow an der Landesstraße 98. Folgt man der L 98 rund 2,5 Kilometer in östlicher Richtung, gelangt man in den Ortsteil Gräningen. Rund einen Kilometer westlich liegt der Wohnplatz Bammer Ausbau, rund zwei Kilometer südlich der Wohnplatz Spolierenberg.
Zum Ortsteil gehören die Wohnplätze Bammer Ausbau, Försterei Krügershorst und Spolierenberg.

## Geschichte

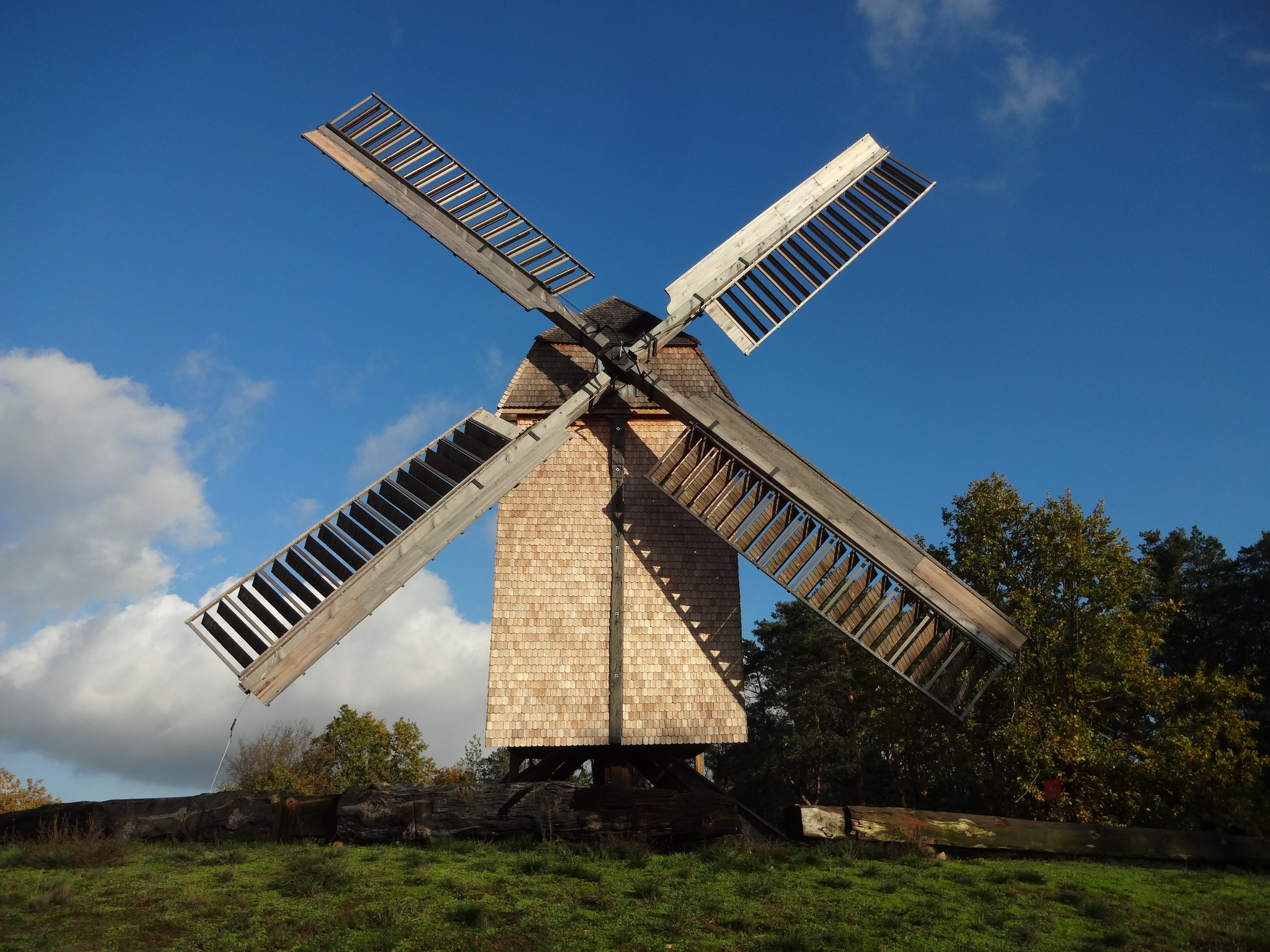
Bockwindmühle auf dem Mühlenberg

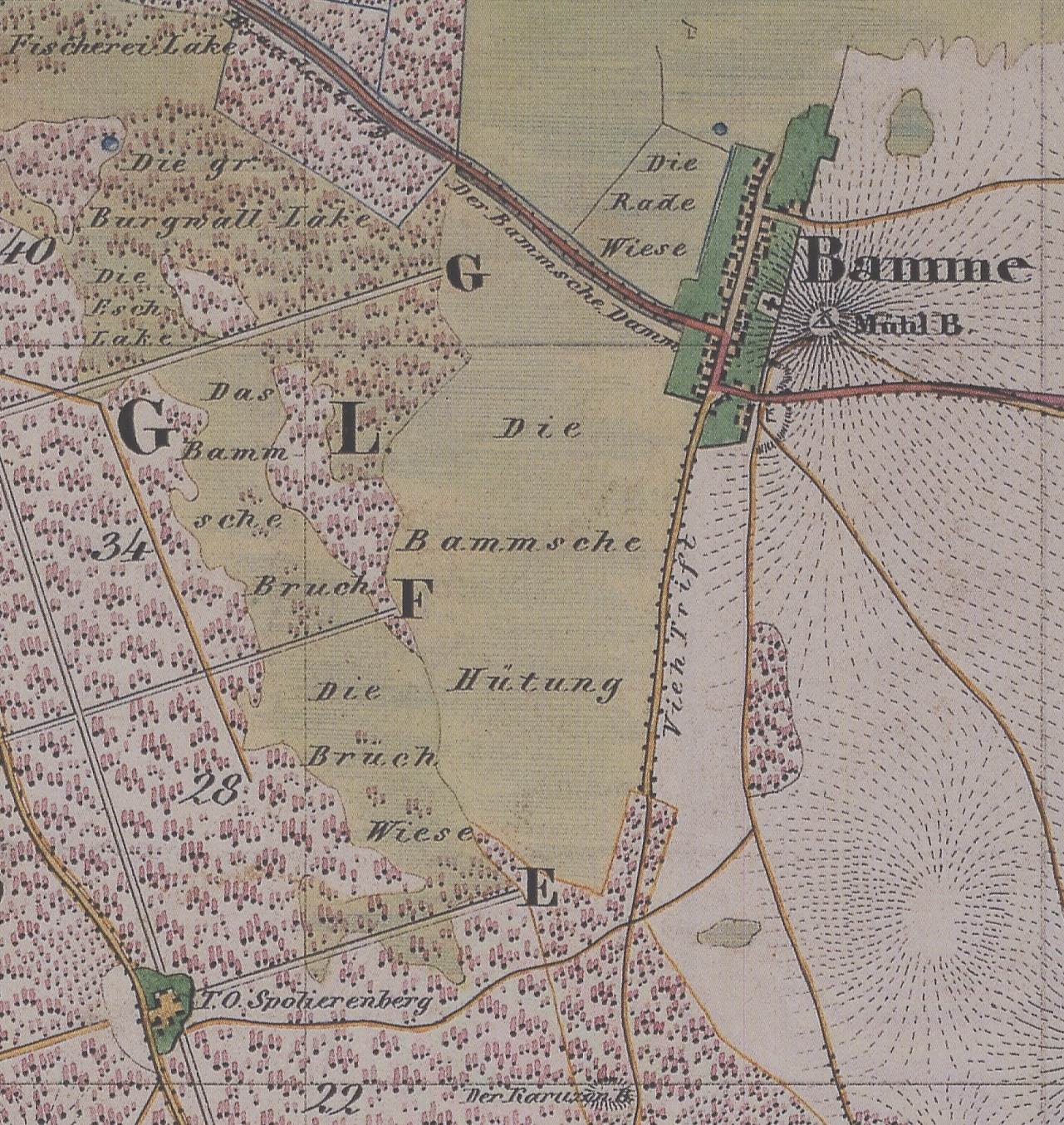
Bamme und Spolierenberg – Ausschnitt Urmesstischblatt von 1840

Das Dorf Bamme wurde bereits 1334 urkundlich erwähnt. 1375 waren 36 Hufe verzeichnet, darunter drei Pfarrhufe und vier Hufe des Schulzen. Zudem waren ein Krug, eine Windmühle, ein Lehnschulze sowie elf (oder fünfzehn) Kossäten verzeichnet. Bis 1450 war das Dorf im Besitz des Bistums Brandenburg, danach wurde es verlehnt. Vor 1541 gelangte es in den Besitz der Familie von Lochow zu Nennhausen, 1686 an die von Briest 1821 an die von Rochow-Briest. 1450 waren 36 Hufe, darunter drei Pfarrhufe sowie eine Mühle und ein Hirte verzeichnet, 1480 zudem ein Krug und sechzehn Kossäten.
Im Jahr 1569 wurde die Bockwindmühle Bamme errichtet, die bis heute erhalten ist (die Datierung erfolgte über eine inzwischen nicht mehr vorhandene Inschrift). Diese wurde mehrfach umgebaut und instand gesetzt und steht heute unter Denkmalschutz. 1588 wurde die Dorfkirche errichtet, die allerdings in der ersten Hälfte des 18. Jahrhunderts und Mitte des 19. Jahrhunderts erheblich umgebaut und verändert wurde.
1624 waren vierzehn Hüfner, zehn Kossäten inklusive Schmied und Hüfner sowie ein Hirte verzeichnet. Insgesamt wurden 31 Hufe bewirtschaftet, 1641 waren es 33 Hufe. 1708 waren acht Dreihüfner (d. h. Bauern, die drei Hufe bewirtschafteten) inklusive des Schulzen, zwei Zweihüfner, drei Einhüfner, zehn Kossäten, ein Erbmüller, ein Schmied, ein Dorfschäfer und drei Hausleute verzeichnet. Insgesamt wurden 31 Hufe bewirtschaftet. 1745 waren zwölf Bauern, neun Kossäten und die Erbwindmühle verzeichnet. 1772 war ein Prediger, ein Freisasse, zehn Bauern, neun Kossäten, ein Müller und eine Schmiede verzeichnet. Insgesamt hatte Bamme in diesem Jahr 223 Bewohner.
Im Jahr 1800 waren zehn Ganzbauern, drei Halbbauern, fünf Ganzkossäten, vier Kätner, sechzehn Einlieger, eine Schmiede, eine Windmühle und ein Krug verzeichnet. Es wurden 784 Morgen Wald und insgesamt 34 Hufe bewirtschaftet. In diesem Jahr bestand Bamme aus 38 Feuerstellen (Wohnstätten). 1840 waren 41 Wohnstätten verzeichnet. 1860 waren sieben öffentliche Gebäude, 45 Wohngebäude, 86 Wirtschaftsgebäude sowie eine Mühle verzeichnet. 1900 waren 66 Häuser dokumentiert, 1931 waren es 124 Häuser.
1939 waren zwei land- und forstwirtschaftliche Betriebe mit über 100 ha, vierzehn mit 20 bis 100 ha, fünf mit 5 bis 10 ha sowie 38 mit 0,5 bis 5 ha verzeichnet.
Nach Gründung der DDR wurde im Rahmen der Kollektivierung und Bildung der von Landwirtschaftlichen Produktionsgenossenschaften (LPG) eine LPG vom Typ III gegründet, die 1960 mit 56 Mitgliedern verzeichnet war und 356 ha Land bewirtschaftete. Parallel bestand zeitweise eine LPG vom Typ I mit neun Mitgliedern, die nur rund 13 ha Land bewirtschaftete und 1966 an die Typ-III-LPG angeschlossen wurde.
Im Zuge der Gemeindereform in Brandenburg im Jahr 2003 wurde die zuvor eigenständige Gemeinde Bamme aufgelöst und mit Wirkung vom 26. Oktober 2003 in die Gemeinde Nennhausen eingegliedert.

## Kulturdenkmale und Sehenswürdigkeiten

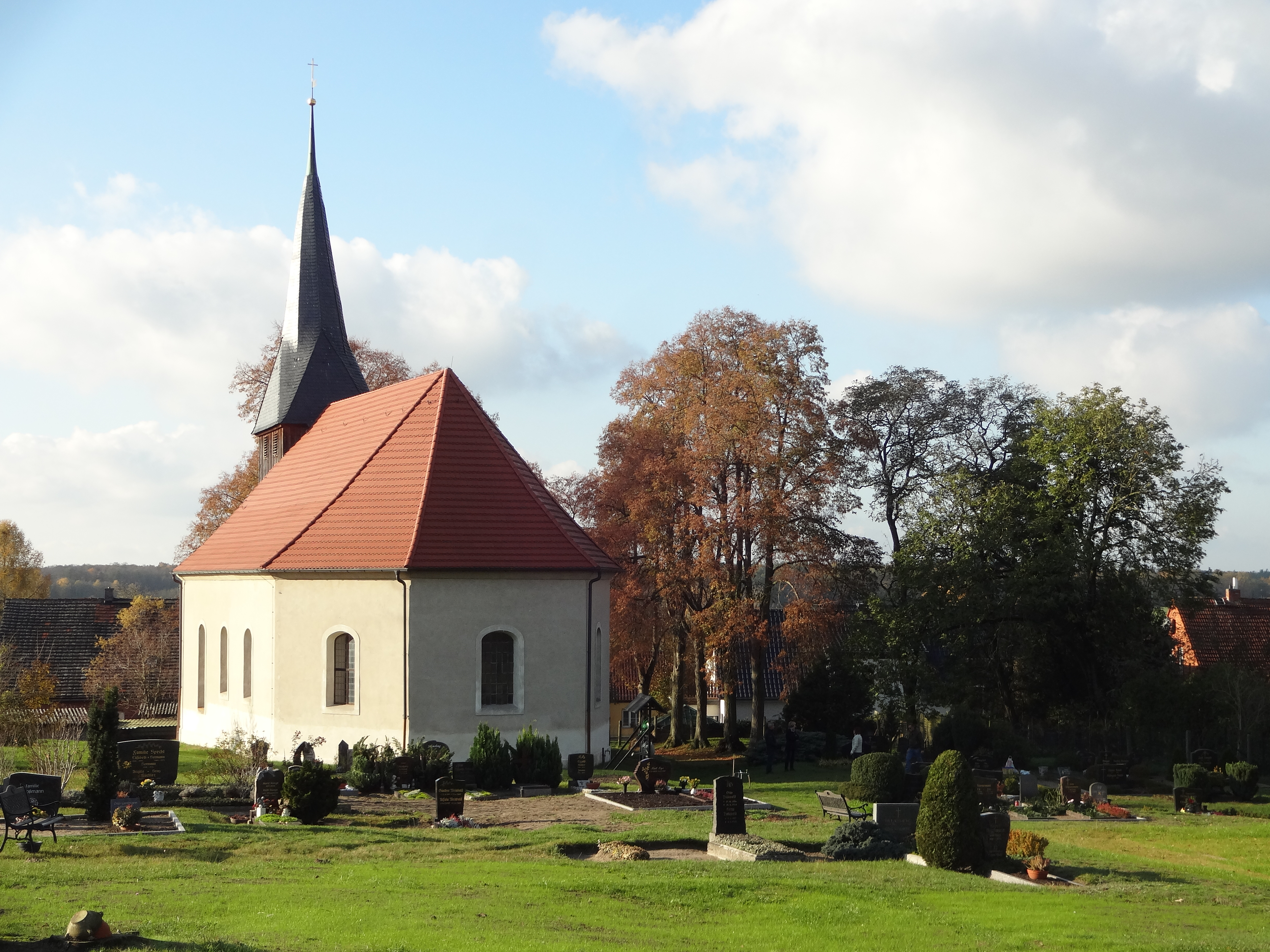
Dorfkirche in Bamme

Die in der Denkmalliste des Brandenburgischen Landesamts für Denkmalpflege verzeichneten Baudenkmale sind in der Liste der Baudenkmale in Nennhausen aufgeführt.
- Dorfkirche Bamme, verputzte Saalkirche, die zwischen 1730 und 1735 unter Einbezug von Teilen des 1588 errichteten Vorgängerbaus errichtet wurde.
- Bockwindmühle Bamme, die um 1569 auf dem Mühlenberg errichtet wurde. 1701 erfolgte ein größerer Umbau. Seither weitere Umbauten sowie Sanierungen und Instandsetzungen.
- Rund 750 Meter westlich des Dorfkerns liegt der ehemalige Burgwall Bamme aus dem 7. oder 8. Jahrhundert, der als Bodendenkmal ausgewiesen ist und heute nur noch in Form eines fast kreisrunden Burgstalls mit rund fünfzig Meter Durchmesser sowie den Überresten des Burgwalls und des Burggrabens erkennbar.

## Persönlichkeiten
- Willi Beuster (1898–1982), KPD- und FDGB-Funktionär und Widerstandskämpfer gegen das NS-Regime
- Rolf Weber (* 1953), ehemaliger Fußballspieler der DDR-Oberliga